# LGBT符号
LGBT符号是LGBT群体的象征，他们用一些符号来证明团结，骄傲和共同的价值观等等。LGBT群体通过这些符号与主流文化交流思想，表达观念和身份认同。两个最广泛使用的LGBT符号是粉红三角形和彩虹旗。粉红三角形原是第二次世界大战时納粹标记男同性恋囚犯的标志，是耻辱的象征，战后被同志组织重新使用，但仍然保留了消极的意义。彩虹旗不具有任何消极意义而更为流行，代表了社区的多元性。

## 纳粹政权用于迫害的三角形
最古老的LGBT符号之一粉红三角形，起源于男同性恋者在衣服上佩戴的納粹集中營臂章。估计有5–15,000名被囚禁在集中营的男同性恋、女同性恋和6,000,000犹太人一起被纳粹屠杀。出于这个原因，粉红三角后来作为纪念与识别的标志，以提醒公众它的配戴者所遭受的纳粹暴行。艾滋病解放力量联盟采用倒置的粉红三角形作为主动对抗HIV/AIDS的象征。 
于1994年被废除的德國刑事法第175條将男性间的同性恋行为视为犯罪，女同性恋并不包括在处罚范围之内，粉红色三角形专门用于男性囚犯。然而，仍然有女性因“反社会行为”被逮捕和监禁，其中包括女权主义，同性恋，卖淫等活动，这个罪名也适用于那些不是纳粹认为的传统女性形象：做饭，打扫卫生，善于厨房工作，育儿和顺从的女性。这些女性被要求佩戴黑色三角形，后来也被女同性恋或女权主义者回收成为自豪和团结的标志。
| 粉红三角形                       | 黑色三角形                                                                                       | 粉红色和黄色三角形                                       |
| -------------------------------- | ------------------------------------------------------------------------------------------------ | -------------------------------------------------------- |
|                                  |                                                                                                  |                                                          |
| 粉红三角形是标记男同性恋者的臂章 | 黑色三角形是标记反社会行为的个人，包括女同性恋，罗姆人和其他一些人的臂章。现在成为女同性恋的符号 | 粉红色和黄色三角形叠加成大卫之星是标记犹太同性恋者的臂章 |

## 双斧
双斧（labrys），是古代米诺斯文明（有时被描绘成具有一定的母權倾向）中使用的象征标志。它代表女同性恋和女权主义者的实力和自给自足。自20世纪70年代末这个符号就已经开始流行。有些女同性恋把它纹在自己的手腕内侧，有些则把它制成挂饰戴在身上。

## λ
希腊字母λ（Λ）在1970年被选为纽约同性恋活动家联盟的代表标志。1974年12月，苏格兰爱丁堡举办的国际同性恋人权大会上正式宣布λ成为国际同性恋者权利的象征标志。λ象征着压迫下的团结。同性恋权利组织“λ法律”机构和美国“λ文学奖”的名称就来源于此。λ与斯巴达（Spartans）也有关联，因为他们也被称作Lacedaemonians。

## 彩虹旗和颜色

### 彩虹旗
| 原八条纹的彩虹旗，由吉尔伯特·贝克在1978年设计 | 亮粉色删除，由于材料不可用（1978-1979） | 六色版自1979年以来流行，並成為支持同性恋權利的象征。为防止中间模糊不清，条纹减少到偶数，靛青也以蓝色取代 |

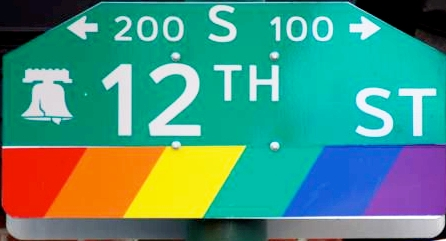
在美国费城华盛顿广场附近一个路牌上的彩虹色

艺术家吉尔伯特·贝克在1978年为旧金山同性恋自由庆典设计了彩虹旗。该旗帜不反映实际的彩虹，相反，彩虹的颜色显示为横条纹是红色在顶部，紫色在底部。它代表了世界各地的同性恋者的多样性。在最初的八色版本中，粉色代表性，红色代表生命，橙色代表复原，黄色代表太阳，绿色代表自然，青绿代表艺术，靛蓝代表和谐，紫色代表精神。

### 彩虹色
彩虹也用在其他的标志上象征LGBT群体的骄傲，团结或声援。

## 双性恋符号– 旗帜，三角形和月亮
双性恋骄傲旗帜首次亮相于1998年12月5日，由Michael Page设计。这个矩形标志顶部的红色宽条纹代表同性别的吸引力（同性恋），底部的蓝色宽条纹代表不同性别的吸引力（异性恋），和中间窄的紫色条纹表示对两种性别的吸引（双性恋）。
蓝色和粉红色重叠的三角形符号代表双性恋及双性恋骄傲。这个符号的具体来源已不可考证。单独的粉色三角形代表同性恋，单独的蓝色三角形代表异性恋。两者重合的紫色部分代表混合的性倾向，这个颜色在近一个世纪里成了同性恋的代表色。这也有可能是粉色代表吸引女性，蓝色代表吸引男性，和紫色代表吸引两性。
双性恋的月亮符号的产生是为了避免使用纳粹发起的粉红三角形。

## 性别符号
自20世纪90年代以后经典性别符号性别符号（基于占星符號，火星符号表示男性，金星符号表示女性）的修改版已经出现，以表达LGBT的各种“性别认同”。两个联锁男性符号组成一个男同性恋的标志符号。两个联锁女性符号组成一个女同性恋的标志符号。关于同类变化可以用来表示双性恋者，变性者，以及异性恋者。

### 跨性别符号
用于识别异装癖，变性者，以及其他跨性别人群的流行符号往往由来自男性和女性的符号元素修饰合并而成。
其中一个版本，由Holly Boswell在1993年绘制，包括了底部一个构成女性符号的十字，右上方一个构成男性符号的箭头，左上方一个十字加箭头，结合了男性与女性两种符号。
另一个版本是从原版修改而成，标志含义也包括那些根本不属于在性别谱的那些没有性别的人，由Rumpus Parable在2013年创作。
跨性別女性主義符號象徵跨性別女性主義，是由跨性別符號與女性主義符號的結合。
另一个跨性别的象征是跨性别骄傲旗帜，由跨性别女性Monica Helms设计。2000年在美国亚利桑那州凤凰城的骄傲游行上首次展示。该旗帜代表了跨性别人群，由五个横条纹组成：两个浅蓝色条纹，两个粉色条纹和中间的白色条纹。设计者这样描述旗帜的含义：
|  | 浅蓝色是男孩的传统颜色，粉色是女孩的，中间的白色条纹是代表跨性别，两性人或认为自己性别中立或不明确的人。这旗子特别的地方是无论你怎么悬挂，图案顺序都不会乱，这象征我们应该自信于自己人生的正确性。 |

## 皮革亚文化
皮革文化代表一种与性或色情有关的行为和服饰风格。穿着皮革服装是这个文化的参与者把自己与主流性文化区分开的一种方式。皮革文化是在同性戀社群中最明显和最经常与男同性恋相关联的，但它也以各种方式反映在男同性恋，女同性恋，双性恋和异性恋世界里。很多人把皮革文化与BDSM（绑缚/性调教，支配/臣服，施虐/受虐，也被称为“S＆M”）联系在一起。对其他人而言，穿着黑色皮衣是一种色情时装来表示高度的阳刚之气，对于性权力的占有，对摩托车的爱和独立性，或皮革崇拜。
皮革自豪之旗由Tony DeBlase设计，他於1999年5月28日首次在美國伊利諾斯州的「芝加哥國際皮革先生活動」上介紹了這面旗。
|  | 旗是由九條同寬水平條紋組成。由上而下以及由下而上，條紋以黑與皇家藍間隔排列，最中間的一條爲白色。左上角有一紅心。我會留給觀衆去解釋顔色及意義。 |

這面旗的別名叫「藍與黑有愛」（Black and Blue with Love）。

## 熊族文化

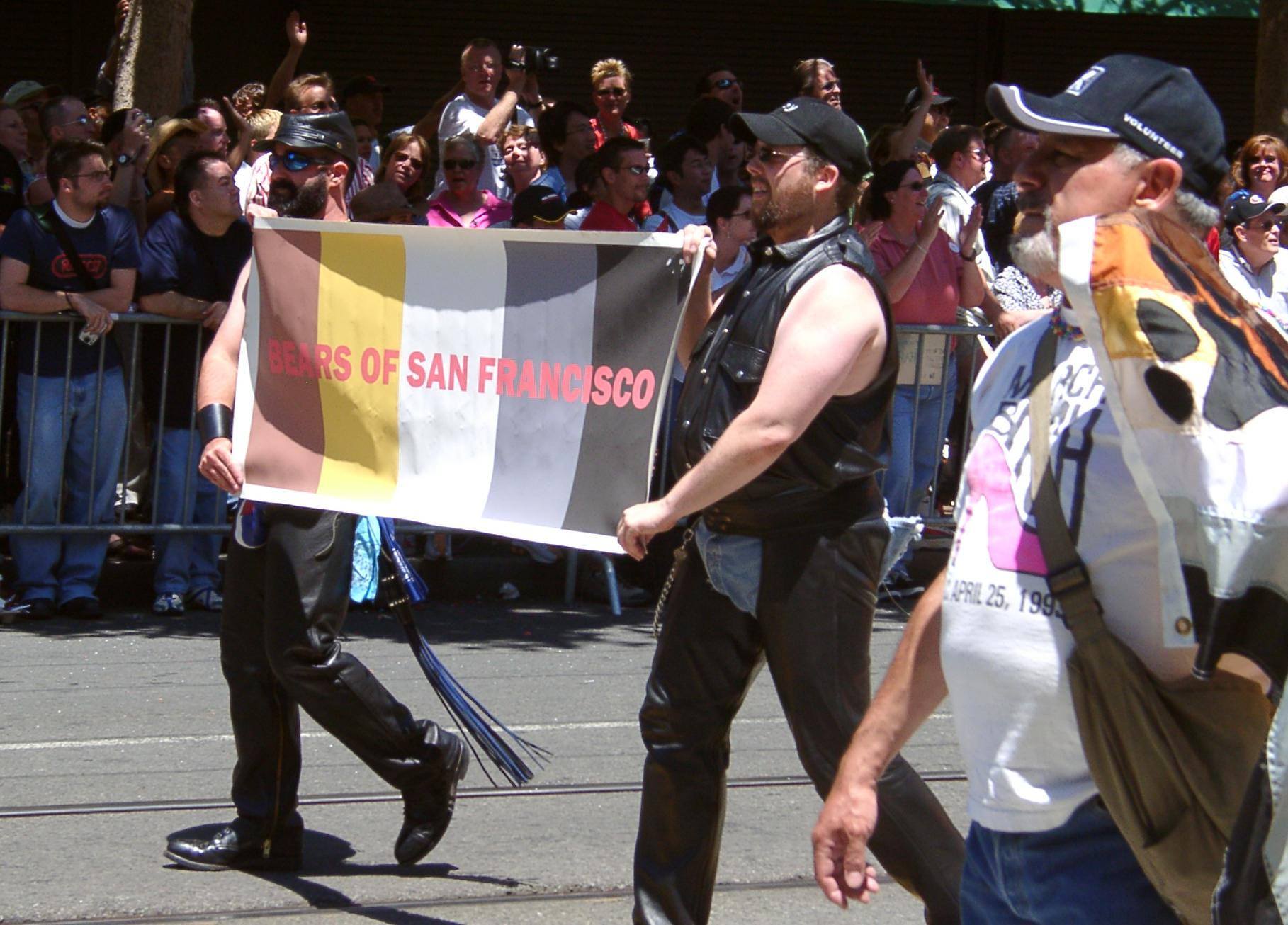
熊族在2004年旧金山骄傲日游行上

熊族（Bear）是同性戀社群的次文化，代表了社群中有着自己特定文化和认同的一个新兴群体。在歐美常指體重較重且大多有茂盛體毛與鬍鬚的同性戀或雙性向男性，行為表現出強烈的陽剛氣質。熊族的概念包括個人認同以及社群連結，但界定熊族的特質在社群內仍然持續討論中。 
雖然熊族主要指同性戀或雙性戀男性，但跨性別者、轉男性變性者、或希望迴避性別與性傾向標籤的人也可能會加入熊族社群。熊族社群遍布世界各地，在许多国家都有熊族俱乐部。在那些地區通常會舉辦熊族活動，不同熊族社群之間的成員會彼此進行交流互動。
国际熊族旗帜是Craig Byrnes在1995年设计的。

## 雙性人
雙性人是指在出生时没有表现出男性或女性的一切生物学特性的人群，估计约占人口总数的1％。
双性人旗帜由澳大利亚国际双性人组织于2013年7月设计。该组织的目的是设计一个没有粉红色和蓝色性别色彩的符号。它表现了黄色和紫色的“雌雄間性”的色彩。

## 無性戀
2010年8月，无性恋能见度和教育网络(AVEN)选出代表无性恋的旗帜。此后，它一直出现在tumblr的LGBTQ领域分享中。 黑色条纹代表无性，灰色条纹代表有性和无性之间的地带，白色条纹代表性欲，紫条纹代表社群。

## 泛性戀
泛性恋对任何性别皆可能产生身体吸引或爱慕情绪，而不同于双性恋著重於對男、女兩性的戀慕。然而，许多确定为双性恋的人也认为自己能够被非二元性别的个体所吸引，并考虑使用“双性恋”的词源定义双性恋者是错误的。另一种常见的定义是泛性恋者没有性别概念，不认为性别是吸引力的一个因素，而双性恋者喜欢男人的和喜欢女人的时候感觉是不一样的，可以明显地将两者区分开来。然而，有些人仍然质疑这个定义。双性恋和泛性恋之间的确切区别还不清楚。
泛性骄傲旗帜使用颜色包括粉红色，黄色和蓝色。粉色条纹象征女性，蓝色条纹象征男性，黄色象征非二元性别，如精神无性人（Agender）和精神双性人（Bigender）。

## 其他符号

一个倒立的粉红三角形被一个绿色圆圈包围，用来象征同性恋权利和自由的空间联盟免受同性恋恐惧症干扰

除了LGBT社区的重要符号，还有一些不太流行的符号被用来代表成员的团结，骄傲和共同的价值观。
 多元之愛标志。
 多元之愛旗帜。

1974年波士顿的同性恋活动家在进行媒体宣传后选择了紫色的犀牛作为同性恋运动的象征。他们选择这种动物的原因是尽管犀牛有时被误解，它是温顺，聪明的，但当犀牛被激怒了，它也能凶猛的战斗。颜色为紫色，因为紫色是一个被广泛认可的同性恋骄傲颜色。紫色犀牛是女同性恋在20世纪70年代公认的标志。
在古罗马，19世纪的英格兰，绿色表示同性恋背景。维多利亚时代的男人会效仿奥斯卡·王尔德身上佩戴一朵绿色康乃馨。
根据一些解读，美国诗人沃尔特·惠特曼用菖蒲植物代表同性间的爱情。
双性恋女性和女同性恋者把紫罗兰送给她们喜欢的女人，象征着她们“萨福”式的愿望。在一首诗中，萨福描述自己和爱人戴着紫罗兰花环。从1910年代到1950年代紫罗兰一直是热门礼物。。
以色列跨性别和性別酷兒社区采用荧光绿色的标志和旗帜。
- 在英国，自2006年以来Pink Jack已被广泛用来代表一个独特的英国同性恋身份。[24][25][26]

## LGBT旗帜

### LGBT旗幟

彩虹旗
女同性戀驕傲旗幟
男同性戀驕傲旗幟
雙性戀骄傲旗帜
泛性恋骄傲旗帜
多性戀驕傲旗幟
無性戀驕傲旗幟
半性取向驕傲旗幟
無浪漫傾向驕傲旗幟
多元之愛驕傲旗幟
跨性别骄傲旗帜
性别酷儿骄傲旗帜
非二元性別驕傲旗幟
無性別驕傲旗幟
雙性別骄傲旗帜
流动性别骄傲旗帜
間性人骄傲旗帜
唇膏女同志驕傲旗幟
国际熊族旗帜
皮革自豪之旗
进步骄傲旗帜，设计者：丹尼尔·奎萨（英语：Daniel Quasar）

### 地區性LGBT旗幟

加拿大彩虹驕傲旗
聯合王國驕傲旗幟
以色列跨性别和性别酷儿
南非彩虹驕傲旗